# 岡崎哲郎
岡崎 哲郎（おかざき てつろう、1885年（明治18年）5月23日 - 没年不詳）は、朝鮮総督府官僚。

## 経歴
宮城県出身。1912年（明治45年）、東京帝国大学法科大学政治科を卒業し、翌年に高等文官試験に合格した。栃木県塩谷郡長。同理事官を務めた。1919年（大正8年）、朝鮮総督府事務官に転じ、平安南道財務部長、殖産局水産課長、同山林課長、総督官房会計課長、専売局製造課長、殖産局商工課長、全羅南道内務部長、慶尚北道内務部長、朝鮮総督府山林部長を歴任。1931年（昭和6年）、忠清南道知事となり、1935年（昭和10年）に慶尚北道知事に転じた。
1936年（昭和11年）に退官した後は日本赤十字社朝鮮本部常務副総長を務め、1939年（昭和14年）に退任。その後は朝鮮畜産株式会社社長を務めた。

## 親族
- 岡崎貞伍 - 兄[2]。海軍中将。